# NGC 2590
NGC 2590 (również IC 507, PGC 23616 lub UGC 4392) – galaktyka spiralna (Sbc), znajdująca się w gwiazdozbiorze Hydry. Odkrył ją Édouard Jean-Marie Stephan 26 lutego 1878 roku.